# Roznov
Roznov – miasto w Rumunii, w okręgu Neamț. Liczy 8,726 mieszkańców (2002).